# Olías del Rey
Olías del Rey település Spanyolországban, Toledo tartományban. Olías del Rey Toledo, Bargas, Yunclillos, Cabañas de la Sagra, Magán és Mocejón községekkel határos. Lakosainak száma 8947 fő (2024).

## Népesség
A település népessége az utóbbi években az alábbiak szerint változott:
| Lakosok száma | 4449 | 5146 | 5961 | 6656 | 7010 | 7152 | 7587 | 7880 | 8469 | 8947 |
|               | 2001 | 2004 | 2007 | 2009 | 2012 | 2014 | 2017 | 2019 | 2022 | 2024 |